# Djebel Samhan
Ne doit pas être confondu avec Samhan.
Le djebel Samhan est un petit massif montagneux en forme de croissant situé au sultanat d'Oman, dans le Dhofar au Sud du pays, à l'est de Salalah.
Culminant à 1 812 m et atteignant une trentaine de kilomètres dans sa plus grande largeur, il retombe en pente douce sur la plaine littorale qui s'étend de Mirbat à Hasik (ar) et ses flancs sont arrosés par la mousson – principalement entre juin et août –, des précipitations propices à une végétation luxuriante dans les wadis et au développement de l'arbre à encens (Boswellia sacra). On y pratique également l'élevage de vaches laitières.
Depuis 1997, le cœur du massif abrite une réserve naturelle, l’Arabian Leopard Sanctuary, ou sanctuaire de la Panthère arabe (Panthera pardus nimr).

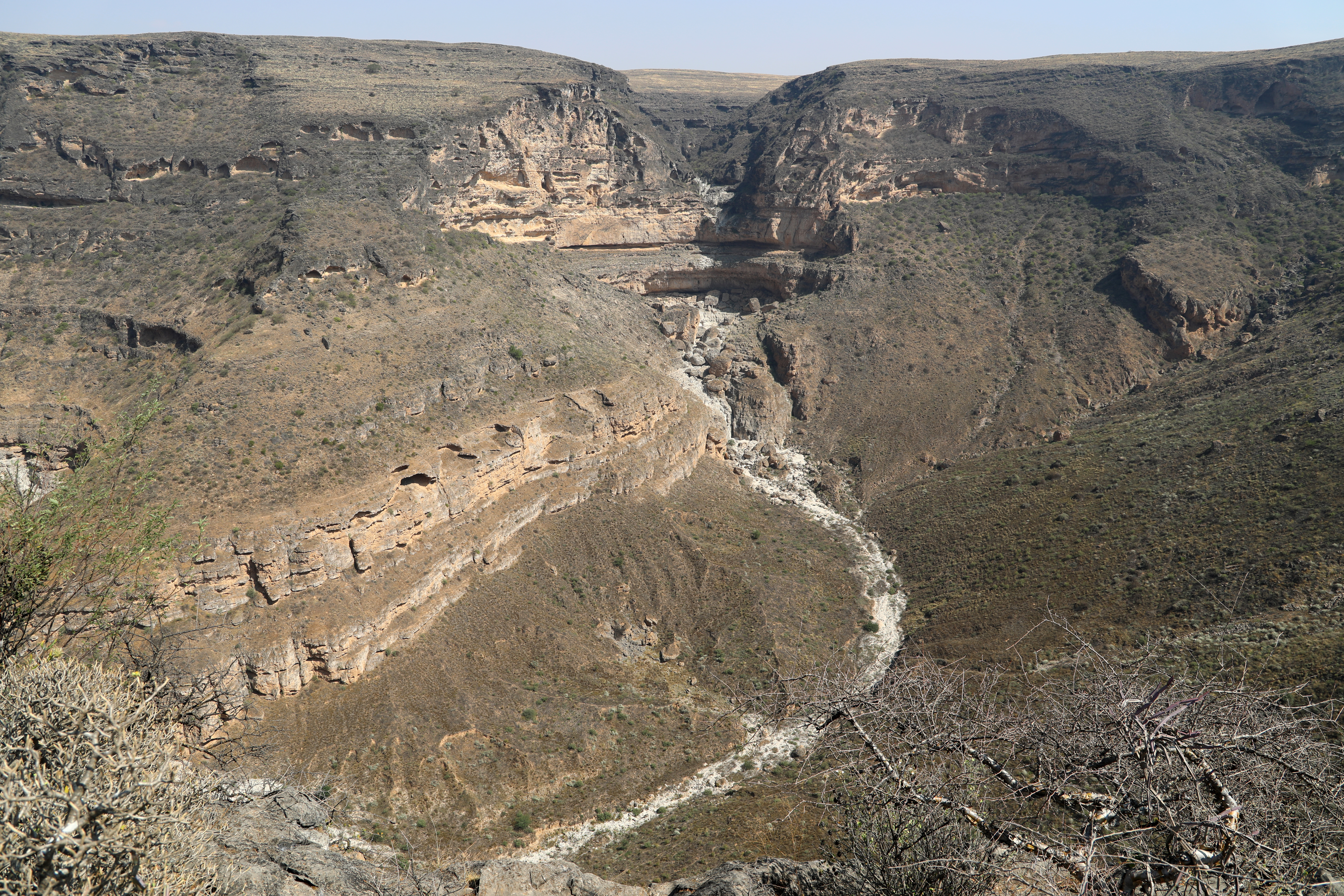
Vue dans le djebel Samhan.